# Hans Christian Lyngbye
Hans Christian Lyngbye (* 29. Juni 1782 in Blenstrup bei Aalborg/Dänemark; † 18. Mai 1837) war ein dänischer Pfarrer und Botaniker, der auf Algen spezialisiert war. Darüber hinaus war er ein Färöerfreund, der das erste Buch in färöischer Sprache veröffentlichte. Sein offizielles botanisches Autorenkürzel lautet „Lyngb.“

## Leben
Hans Christian ist der Sohn des Lehrers Jens Michelsen Lyngbye. Ab 1799 besuchte der die Lateinschule in Aalborg nach dem Abitur 1802 machte er 1803 das Philologicum und das Philosophicum. Er arbeitete zunächst als Hauslehrer bei einem Priester auf Vendsyssel (Thy). Er studierte Botanik und Theologie, was er 1812 erfolgreich abschloss. Danach war Lyngbye Hauslehrer bei dem Botaniker Niels Hofman Bang (1776–1855) auf Fünen, welcher in ihm das Interesse für Algen weckte. Zusammen reisten sie 1816 nach Norwegen, um dort Algen zu sammeln. Im selben Jahr schrieb die Universität Kopenhagen einen Wettbewerb aus, wo alle bisher in Dänemark gefundenen Algen systematisiert werden sollte. Lyngbye gewann den ersten Preis, und seine Arbeit wurde zur Veröffentlichung vorgeschlagen.
Zunächst sollte ihn aber 1817 eine algologische Reise auf die Färöer führen, sodass seine Hydrophytologia Danica von 1819 alle Algen an den Küsten Dänemarks, Norwegens und der Färöer berücksichtigte. Dieses Werk beschrieb unter anderem 7 neue Gattungen und 50 neue Arten und war über viele Jahrzehnte das Standardwerk in Dänemark.
1819 wurde Lyngbye Gemeindepfarrer für Gjesing und Nørager (zwischen Randers und Grenå) und heiratete 1822 die Pastorentochter Henrietta Augusta Tileman. Allerdings verschlechterte sich seine finanzielle Lage, so dass er seine botanischen Forschungen nur noch mit Mühe aufrechterhalten konnte. Das änderte sich erst 1827, als er Gemeindepfarrer für Søborg und Gilleleje an der Nordküste Seelands wurde, wo er in Meeresnähe ein ideales Betätigungsfeld fand.
Als die Universität Kopenhagen 1836 den 300. Jahrestag der Reformation in Dänemark feierte, lobte sie den Doktortitel für eine Reihe verdienter Männer aus, ohne dass sie sich mündlich verteidigen mussten. Auch Lyngbye bekam eine solche Einladung, eine Dissertation zu schreiben, und so entstand die zoologische Abhandlung Rariora Codana. Der Bote, der sie nach Kopenhagen bringen sollte, vergaß sie aber in seinem Mantel, und als sie wieder auftauchte, war der Termin verstrichen. Ihm wurde aber zugesichert, dass er den Doktorgrad dennoch bekäme, was im Herbst des Jahres geschah. Im Jahr darauf verstarb er vor Erschöpfung nach den Anstrengungen der Monate zuvor.
Der botanische Teil seiner Abhandlung wurde 1879 veröffentlicht. Eine Gattung der Blaualgen, Lyngbya, ist nach ihm benannt.

## Lyngbye und die Färöer
Die Färöerreise von 1817 erwies sich in vielfacher Hinsicht als äußerst inspirierend. So schrieb er eine Abhandlung über die Grindwale und den Grindwalfang auf den Färöern, für die er von der dänischen Wissenschaftlichen Gesellschaft bereits 1818 eine Silbermedaille erhielt.
Am bedeutendsten sollte aber Lyngbyes Beschäftigung mit den färöischen Balladen werden. Obwohl er keine philologischen Fachkenntnisse im Altnordischen besaß, war ihm dennoch bewusst, welche Bedeutung diese einzigartigen Volksweisen haben. An den Regentagen während seines Aufenthaltes wurden sie ihm vorgetragen, und sein Interesse ging so weit, dass er bei Jens Christian Svabo (1746–1824) die nötigen Grundkenntnisse in der färöischen Sprache erwarb. Was Svabo selbst verwehrt blieb, nämlich die Herausgabe seiner Balladensammlung zu Lebzeiten, nahm nun Form an: Der Amtspropst Peter Mathiesen Hentze (1753–1843) und der Pfarrer Johan Henrik Schrøter (1771–1851) unterstützten Lyngbye tatkräftig bei der Sammlung dieser Sprachdenkmäler.
Der dänische Bischof Peter Erasmus Müller (1776–1834) erkannte den Wert dieser Lieder und forderte Lyngbye auf, sie in einem Buch zu veröffentlichen. Müller sorgte für finanzielle Unterstützung seitens des dänischen Königs. Heraus kam das erste Buch in färöischer Sprache: Færøske Kvæder om Sigurd Fofnersbane og hans Æt von 1822, wo nach Schrøters Orthographie u. a. die Sigurdlieder dokumentiert wurden. Müller schrieb dazu das Vorwort auf Dänisch, während die metrische dänische Übersetzung der Originale von Lyngbye stammt. 1822 gilt als das „Jahr Null“ der färöischen Literatur. Von 1822 bis Ende 2002 kamen genau 4.306 Bücher auf Färöisch heraus.
Lyngbye gilt nicht zuletzt wegen dieser Pioniertat auf den Färöern als unsterblich.

## Werke
- 1819 – Hydrophytologia Danica (über die dänischen, norwegischen und färöischen Algen mit 70 Tafeln)
- 1822 – Færøiske Qvæder om Sigurd Fofnersbane og hans Æt. med et Anhang / samlede og oversatte af Hans Christian Lyngbye; med en Indledning af P.E. Müller. Randers, 1822. [2 Bände], xxiii, 592 S. (unveränderter Nachdruck, Tórshavn 1980) Textarchiv – Internet Archive